# Estación de Vesióloye
La estación de Vesióloye (del ruso: ) es una estación de ferrocarril de la red del ferrocarril del Cáucaso Norte, en la línea Tuapsé-Sujumi. Está situada en el distrito de Ádler de la unidad municipal de la ciudad-balneario de Sochi del krai de Krasnodar del sur de Rusia. Se halla en la zona meridional de Vesióloye, junto a la costa del mar Negro, el río Psou y la frontera con Abjasia.
En la estación se llevan a cabo los controles rutinarios de la frontera, por lo que la estación está cercada con un muro de hormigón.

## Trenes de largo recorrido
Por la estación circulan todo el año los trenes nº305 y 306, Moscú-Sujumi y Sujumi-Moscú. En época estival, también tienen parada en la estación los trenes n.º 479 y 480, San Petersburgo-Sujumi y Sujumi-San Petersburgo, y los trenes n.º 579 y 580, Vorónezh-Sujumi y Sujumi-Vorónezh.